# 마이크 리처즈 (아이스하키 선수)
마이크 리처즈(영어: Mike Richards)로 잘 알려진 마이클 리처즈(영어: Michael Richards, 1985년 2월 11일~)는 캐나다의 아이스하키 선수로 포지션은 센터이다. 그는 내셔널 하키 리그(NHL)에서 11시즌 동안 필라델피아 플라이어스, 로스앤젤레스 킹스, 워싱턴 캐피털스 소속으로 뛰었다.
리처즈는 2003년 NHL 드래프트 1라운드에서 전체 24위로 필라델피아 플라이어스에게 지명되었고 2005년 NHL에 데뷔했다. 그는 2008년 23세의 나이로 플라이어스의 주장으로 발탁되었고 2010년 필라델피아의 스탠리 컵 결승 진출에 기여했다. 2011년 트레이드 방식으로 로스앤젤레스 킹스로 이적했고, 2012년과 2014년 두 차례 스탠리 컵 우승을 차지했다. 그러나 처방전 없이 규제 약물인 옥시코돈을 소지한 혐의로 체포된 후, 2015년 로스앤젤레스 킹스와의 계약을 해지했다.
캐나다 대표팀의 일원으로 활동한 리처즈는 2010년 동계 올림픽에서 금메달을 획득했다. 

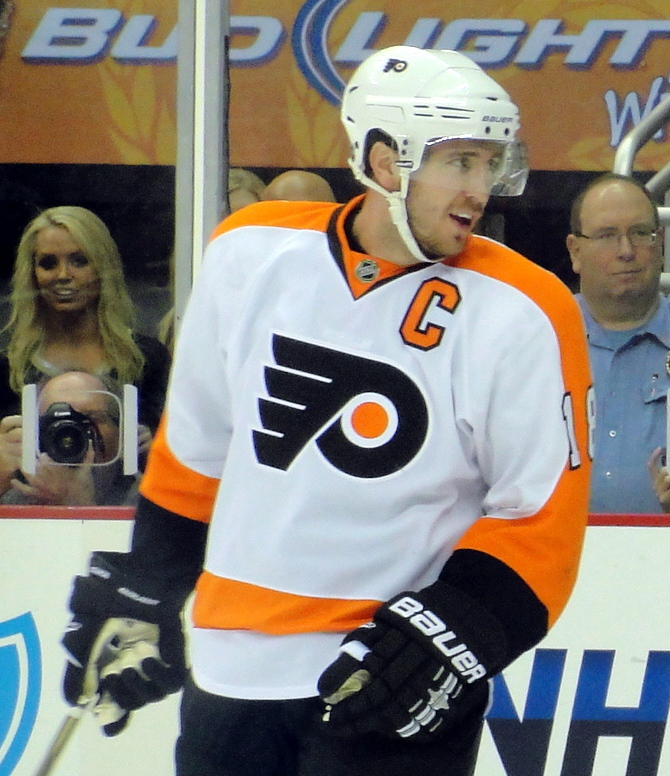
2010년 필라델피아 플라이어스 소속 당시의 리처즈

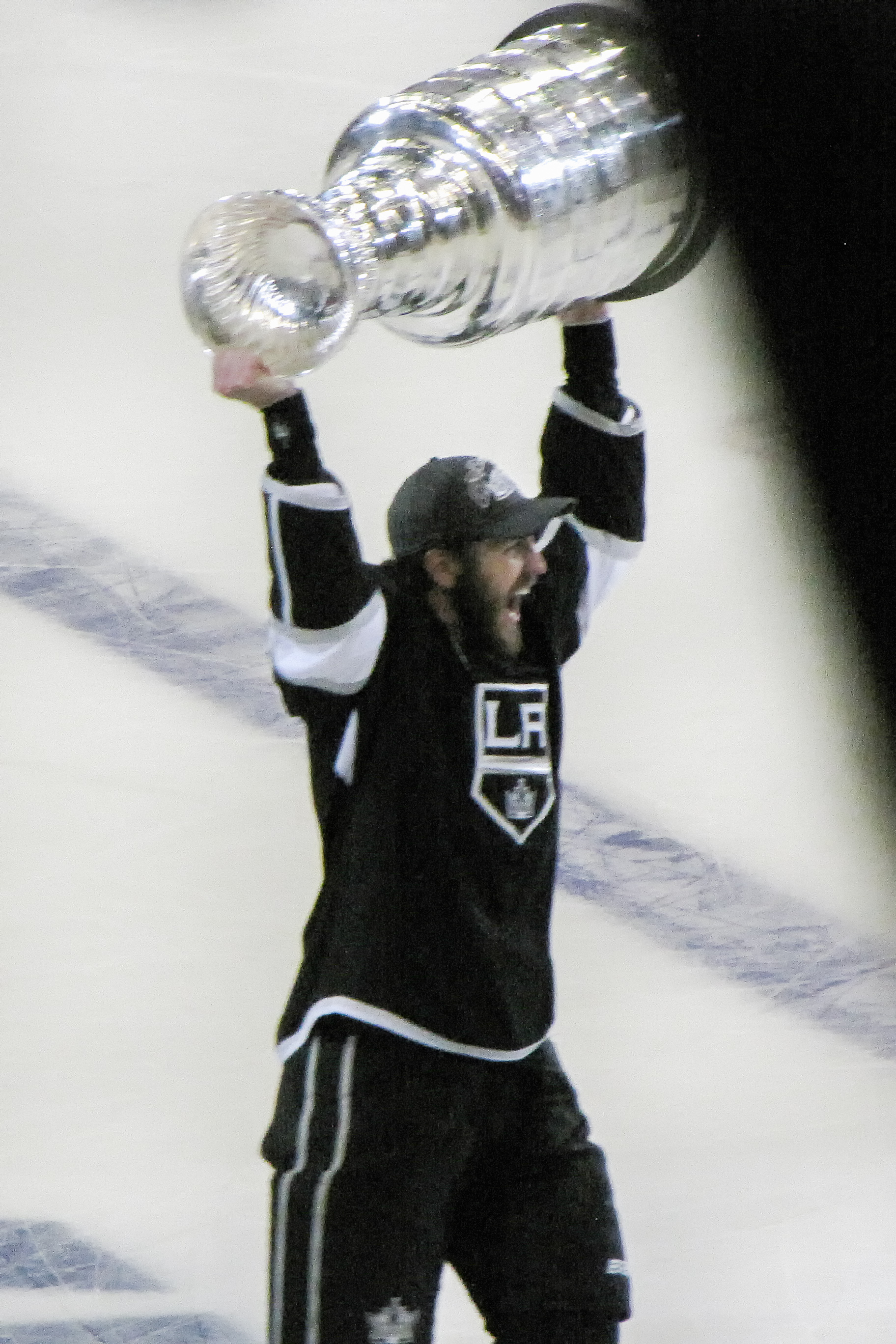
2013년 로스앤젤레스 킹스 소속으로 스탠리 컵 우승을 차지했을 당시의 리처즈